# 大垣市防災センター
大垣市防災センター（おおがきしぼうさいセンター）とは、岐阜県大垣市にある公共施設（防災施設）。

## 概要
- 国土交通省と大垣市が整備した施設である。揖斐川堤防に接している。
- 国土交通省の施設名は「難波野地区河川防災ステーション」である[1]。水防作業ヤード、緊急復旧活動に必要な資材の備蓄、ヘリポートが整備されており、洪水時には水防活動支援、災害時には緊急復旧などを迅速に行う基地としての役割がある。旧称は「揖斐川大垣河川防災ステーション」。
- 大垣市の施設名は「大垣市防災センター」である。洪水などの災害時に市対策本部と連携し、情報収集、応急対策および復旧を行う拠点である[2]。平常時には防災意識の向上を図る講習会などに使用される。

## 施設概要
- 緊急車両用車庫（排水ポンプ車、照明車）
- 防災活動指令室
- 会議室（1・2）
- 水防資材置場
- 防災資材置場

## 利用案内
- 住所：岐阜県大垣市馬の瀬町1154番地3
- 利用時間：9：00～21：00
- 休館日：年末年始（12月29日～1月3日）

## 交通アクセス
- 名阪近鉄バス川並線「深池」バス停より徒歩約3分。
  - JR東海道本線・樽見鉄道・養老鉄道大垣駅（大垣駅前バスのりば）より川並今福行き。